# Bagoes (eunuc)
|  | Per a altres significats, vegeu «Bagoes (visir)». |

Bagoes (Bagoas) fou un eunuc favorit d'Alexandre el Gran que abans fou eunuc de Darios III de Pèrsia. Era molt bell i Alexandre n'estava enamorat i un dia el va besar en públic en el teatre. El nom de Bagoes fou usat pels escriptors llatins com a sinònim d'eunuc.